# Аерокосмічний проспект
Аерокосмічний проспект (до 1961 — Зміївська вулиця, в 1961—2024 — проспект Гагаріна) — одна з головних транспортних автомагістралей Харкова, що сполучає центр міста з міжнародним аеропортом «Харків».

## Історія
Вулиця побудована наприкінці XVII століття як дорога на Зміїв, згодом отримала назву Зміївської. На початку XIX століття вулиця доходила до сучасного Мовчанівського провулку та закінчувалася кам'яним будинком з великим фруктовим садом. У 1850-х роках вона продовжувала забудовуватися на південь та дійшла до Молочної вулиці, де на той час закінчувалося місто. У 1876 році була вимощена та стала частиною шосе на Зміїв. За часів Російської імперії забудовувалася повільно.
За радянських часів вулиця стала зосередженням цілого ряду промислових підприємств: заводу «Оргтехніка», панчішної та ювелірної фабрики, заводу дорожніх машин та ін. На базі колишніх боєнь було створено м'ясокомбінат. У 1928—1930 роках на південній околиці міста, неподалік від Зміївської вулиці, було побудовано аеропорт «Основа».
23 серпня 1943 року німецькі війська відступили з міста на південну околицю і в район аеропорту, при цьому щодня обстрілювали артилерією центр Харкова. Проти ночі з 27 на 28 серпня 1943 року саме по Зміївській вулиці угруповання генерала Вернера Кемпфа здійснило спробу відбити місто. Їх було зупинено в районі залізничної станції Левада й автовокзалу та відкинуто назад. 30 серпня 1943 року було проведений мітинг на честь взяття Харкова радянськими військами за участю Івана Конєва, Георгія Жукова та Микити Хрущова.
У 1961 році Зміївська вулиця перейменована на проспект Гагаріна у зв'язку з успішним космічним польотом радянського космонавта Юрія Гагаріна. З цього часу на проспекті розгорнулося інтенсивне житлове будівництво. По обидва боки проспекту були зведені нові житлові мікрорайони. При цьому були знесені старі історичні будівлі, в тому числі корчма кінця XVIII століття на розі Нетіченської вулиці та приватний будинок батьків академіка Миколи Барабашова з побудованою їм на даху 1916 року обсерваторією (вул. Зміївська, 1).
У 2004 році пробивка від проспекту Гагаріна до вулиці Гамарника (з 2015 року — Подільський провулок) була названа вулицею Вернадського.
1 червня 2012 року через проспект урочисто відкритий сучасний надземний пішохідний міст, який обладнаний двома ліфтами, туалетом, кондиціонерами, камерами відеонагляду. Надземний пішохідний перехід зведений для безпечного переходу містян через проспект, у зв'язку з інтенсивним рухом автомобілів.
26 липня 2024 року попри критику назви та пропозиції повернути проспекту історичну назву (Зміївський проспект або Зміївський Шлях), розпорядженням Харківської обласної військової адміністрації проспект Гагаріна перейменований на Аерокосмічний проспект.

## Транспорт
Проспектом прямують тролейбусні маршрути № 3, 5 та 6, що сполучають центр з південними околицями міста.

## Пам'ятки
- Пам'ятник шестерінці на розі вулиць Вернадського та Нетіченської.
- Юрій Гагарін в скафандрі, на розі вулиць Вернадського та Малом'ясницької (до 2011 року), з 2011 року — на другому поверсі ТЦ «На Гагаріна» (Аерокосмічний проспект, 20-А).
- Вокзал станції Харків-Левада.
- Центральний міжміський автовокзал (з 1958 року).
- Міжнародний аеропорт «Харків».
- Величезний портрет Гагаріна на стіні 9-поверхового будинку.
- Міський цвинтар № 5.

## Географічні факти
- Станція метро «Левада» з 2004 року не має жодного виходу на проспект. Всі її виходи на вулицю Академіка Вернадського і один на залізничну станцію Харків-Левада.
- Оскільки за часів Радянського Союзу проспект роздвоювався від Мовчанівського провулку (в районі автовокзалу) — частина йшла праворуч до майдану Героїв Небесної Сотні (книгарня «Дружба» — Аерокосмічний просп., 1), а частина прямо, до Гімназійної набережної.
- Наприкінці XIX століття Зміївську вулицю в районі Левади перетинало старе русло річки Харків — Нетіча.
- В районі сучасного Подільського мосту колись знаходився Василівський острів на річці Харків.

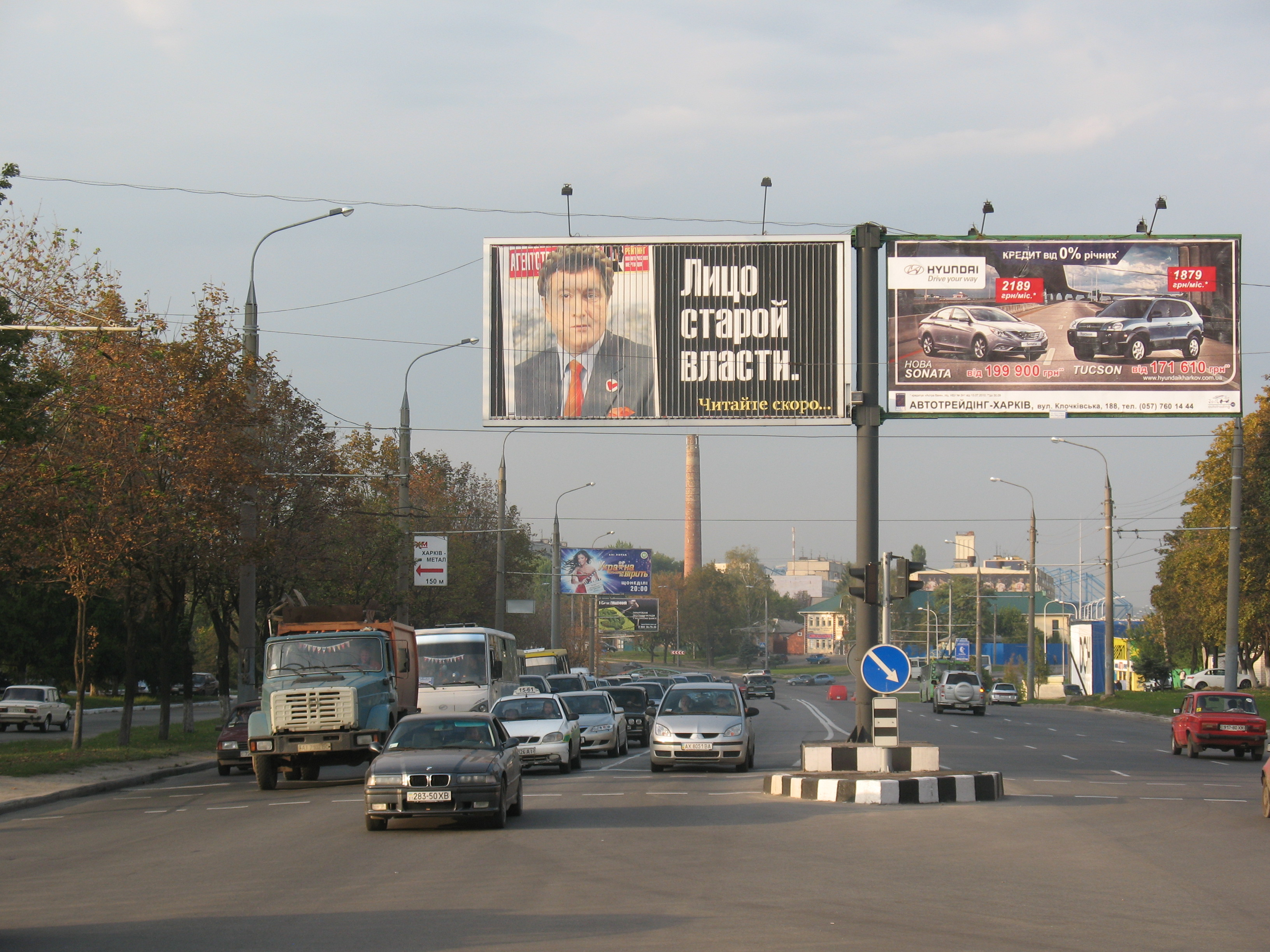
Краєвид у бік центру
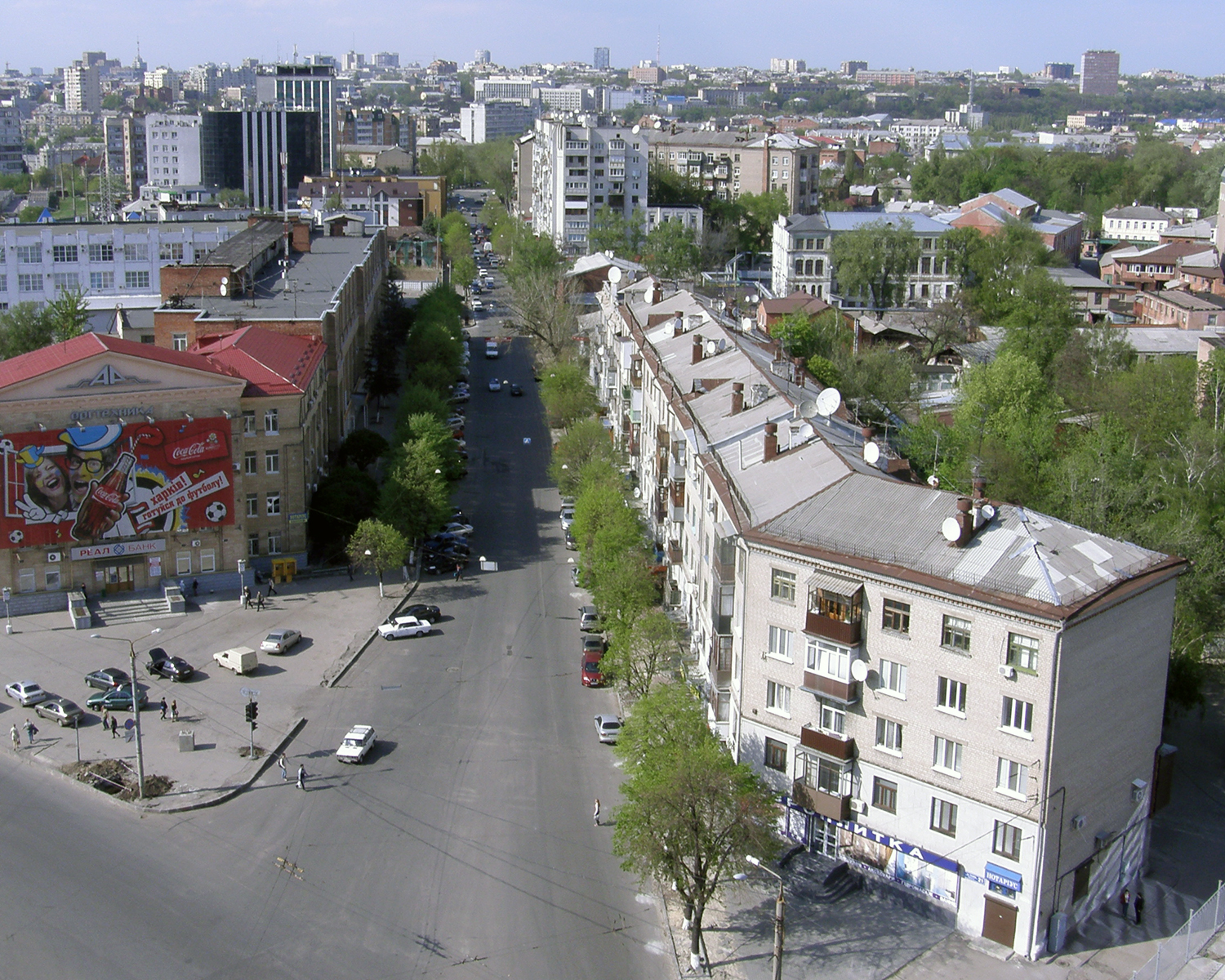
На початку проспекту біля автовокзалу
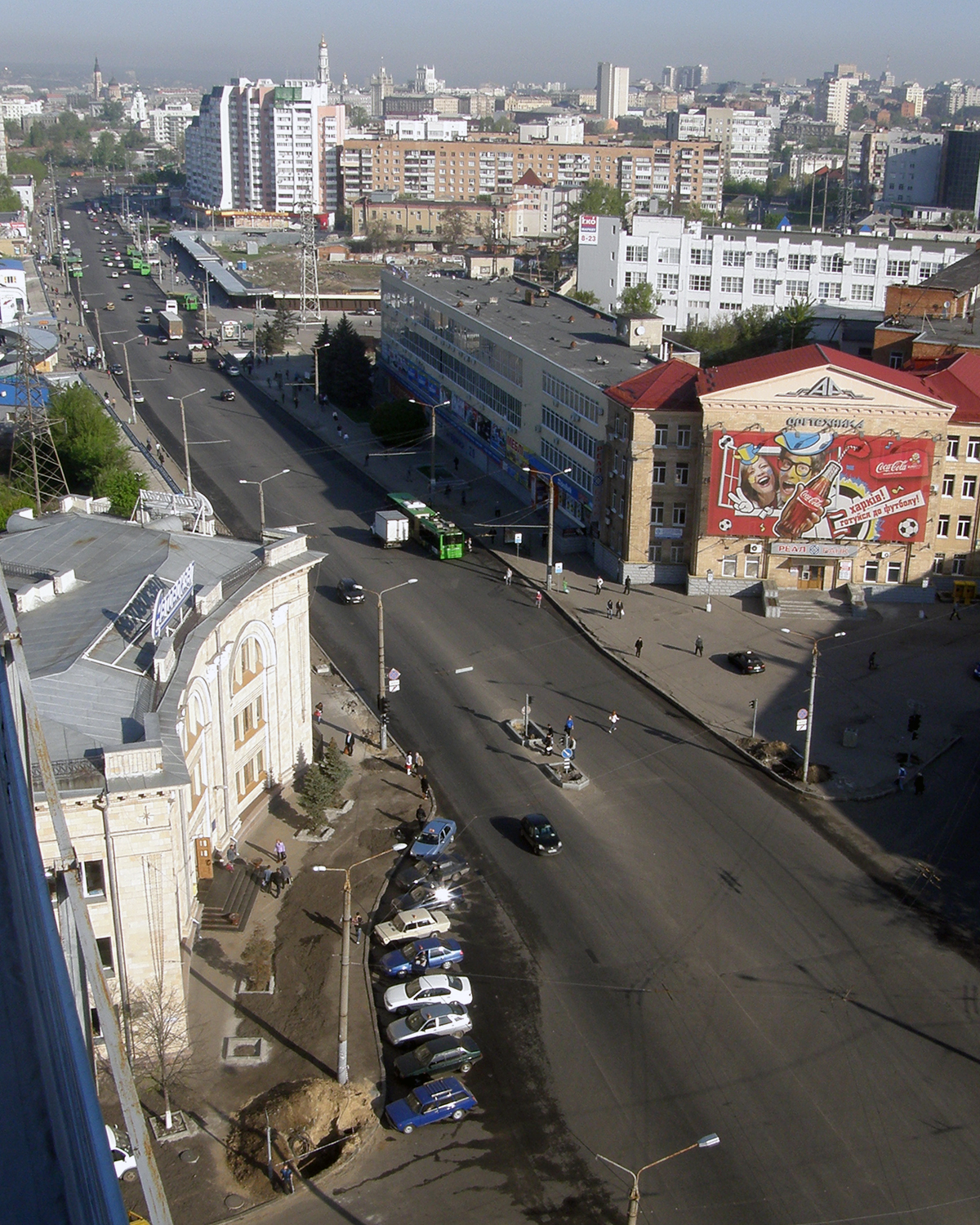
Вулиця Вернадського — колишня частина проспекту
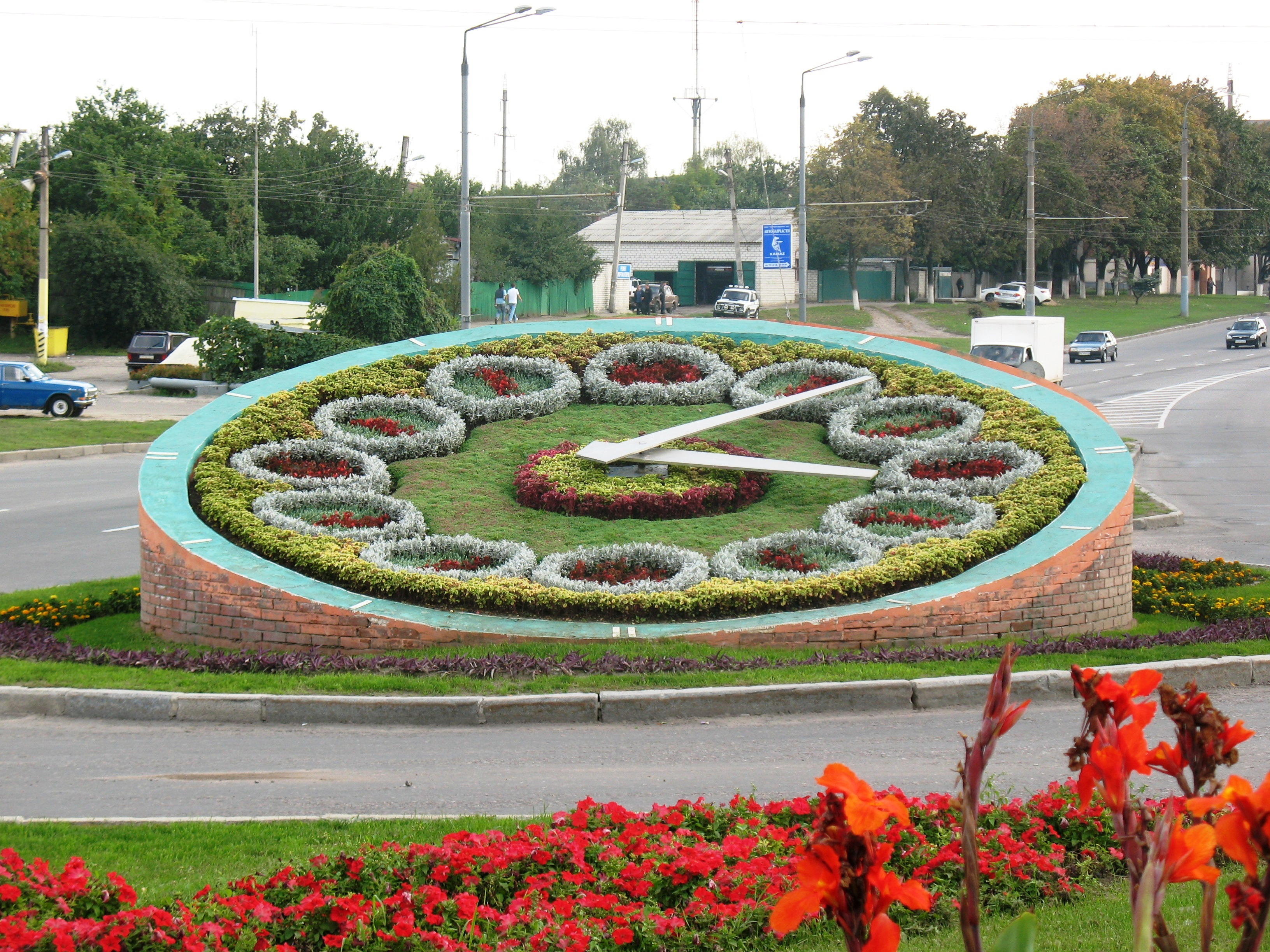
Квітковий годинник (демонтований у 2011 році)

## Промислові підприємства
- Металобаза «Харківметал-1»
- Металобаза «Харківметал-2»

## Супермаркети
- Супермаркет «Портал»
- Харківський м'ясокомбінат
- АТБ-Маркет
- Супермаркет «Клас»
- Ринок «Одеський»
- Гіпермаркет «Метро»
- Гіпермаркет «Епіцентр»

## Заклади охорони здоров'я
- Міська лікарня № 13
- Дитячий санаторій № 9

## Перетини з вулицями
з півночі на південь:
- вул. Нетіченська: вул. Малом'ясницька
- вул. Георгія Тарасенка: вул. Вернадського: пров. Мовчанівський: вул. Миколи Міхновського: вул. Молочна: вул. Дмитра Коцюбайла: вул. Бутлерівська: в-д 1-й Золотий: в-д 2-й Золотий: вул. Чугуївська: пров. Золотий: вул. Вишнева: пров. Арматурний: вул. Вербова: пров. Мальвовий: вул. Вантажна: вул. Азербайджанська: вул. Каштанова: вул. Макіївська: вул. Зернова: вул. Одеська
- просп. Байрона: вул. Заводська: вул. Ньютона: вул. Пильчикова: вул. Вокзальна: вул. Дебальцевська: вул. Шидловська: пров. Балаклійський: вул. Попаснянська: вул. Зеленого Клину: Вул. Південнопроєктна: вул. Сохора
- проспект Льва Ландау: Мерефянське шосе: вул. Аеродромна: вул. Антонова: вул. Літакова: вул. Повітряна.